# Rabīʿ al-Madchalī
Rabīʿ ibn Hādī al-Madchalī (arabisch ربيع بن هادي عمير المدخلي, DMG Rabīʿ b. Hādī ʿUmair al-Madḫalī; auch al-Madkhali; * 1933; † 9. Juli 2025) war ein Gelehrter der salafistischen Bewegung. 
Er stammte aus der Nähe von Samita in Dschāzān im südlichen Teil von Saudi-Arabien und war ein einflussreicher Autor und Sprecher. Al-Madchalis Anhänger werden als Madchali-Salafisten bezeichnet und bilden eine der wichtigsten und einflussreichsten Zweige in der Salafi-Bewegung. Ein wichtiges Kennzeichen ist ihre Zurückweisung der Grundsätze des ägyptischen Islamisten Sayyid Qutb.
Er schloss seine Ausbildung zunächst am Lehrinstitut von Samita in seiner Heimat ab, dann trat er kurz in die Scharia-Fakultät in Riad ein. Nach der Eröffnung der Islamischen Universität Medina studierte er an deren Scharia-Fakultät. Zu seinen Lehrern dort zählten: der ehemalige Großmufti von Saudi-Arabien Abd al-Aziz ibn Baz, Muhammad Nasir ad-Din al-Albani (Hadith-Wissenschaft; Kette der Überlieferer), Abd al-Muhsin al-Abbad (Fiqh, speziell „Bidāyat al-Mudschtahid“), al-Hafidh und Muhammad al-Amin asch-Schanqiti (Tafsir und Grundsätze des Fiqh), Salih al-Iraqi (Aqida), Abd al-Ghaffar Hasan al-Hindi (Hadith-Wissenschaft und ihre Bedingungen). Danach studierte er an der Umm-al-Qura-Universität weiter und kehrte dann an die Universität nach Medina zurück.
Er wird in einer der neueren Listen der 500 einflussreichsten Muslime des Prinz-al-Walid-bin-Talal-Zentrums für muslimisch-christliche Verständigung der Georgetown University und des Royal Islamic Strategic Studies Centre von Jordanien aufgeführt.